# Aelurostrongylus falciformis
Aelurostrongylus falciformis ist ein in der Lunge des Europäischen Dachses parasitierender Fadenwurm.
A. falciformis ist lebendgebärend. Über den Kot des Endwirts werden die Larven ausgeschieden. Die Entwicklung zur infektiösen Drittlarve erfolgt in verschiedenen Schnecken (Garten-Wegschnecke, Garten-Bänderschnecke, Hain-Bänderschnecke, Graue Ackerschnecke, Gemeine Bernsteinschnecke, Euomphalia strigella, Fruticola hispida). Die Ansteckung erfolgt durch die Aufnahme infizierter Schnecken. Die Präpatenz beträgt 21 Tage.